# 高岡市立南条小学校
高岡市立南条小学校（たかおかしりつ なんじょうしょうがっこう）は富山県高岡市にある公立小学校。

## 沿革
| 明治６年度 | 佐野小学校創立 福田小学校（共興小学校・辻小学校）創立                              |
| 昭和45年度 | 佐野小学校、福田小学校の統合により南条小学校誕生 校章、校旗、校歌制定              |
| 昭和46年度 | 校舎本館完成 入校式                                                                |
| 昭和47年度 | 体育館竣工                                                                         |
| 昭和48年度 | プール竣工                                                                         |
| 昭和50年度 | 観察池造成 普通教室３室増築                                                        |
| 昭和54年度 | 創校10周年記念式典 スキー山 ロッククライミング場設置                               |
| 昭和59年度 | 創校15周年記念式典 交通安全練習コーナー設置                                        |
| 平成元年度 | 相撲場設置 創校20周年記念式典                                                      |
| 平成６年度 | 創校25周年記念式典                                                                 |
| 平成７年度 | 富山県小学校教育研究会保健研究推進校（～８年度）                                   |
| 平成８年度 | 学童保育「たんぽぽ」開設                                                           |
| 平成９年度 | ランチルーム設置                                                                   |
| 平成10年度 | コンピュータ室整備                                                                 |
| 平成11年度 | 創校30周年記念式典                                                                 |
| 平成15年度 | グラウンド改修工事 交通安全練習コーナー改修 相撲場補修                             |
| 平成16年度 | プールトイレ更衣室改装 富山県小学校教育研究会音楽科研究推進校（～１７年度）        |
| 平成17年度 | 富山県・高岡市社会福祉協議会指定ボランティア活動推進校 （～19年度）                |
| 平成19年度 | 市・幼保小ふれあい事業委託校 南条交通少年団結成 心の教育推進事業委託校（～20年度） |
| 平成20年度 | プール改修工事                                                                     |
| 平成21年度 | 日本銀行金銭教育研究校（～22年度）                                                 |
| 平成22年度 | 校舎耐震補強工 事務室、各トイレブース等の改修及び多目的スペース設置                |
| 平成23年度 | 下水道切替工事                                                                     |
| 平成24年度 | 校舎北側窓ガラスパッキンの全面修理 地下重油タンク内面ライニング工事                |
| 平成25年度 | 体育館耐震補強工事 給食室給水管新設 学校周辺道路拡幅のため敷地面積減少(26.35㎡)    |
| 平成26年度 | 校舎給水管改修工事                                                                 |